# 김민선 (1944년)
김민선(본명: 김영자, 1944년 10월 8일~)은 대한민국의 성악가 및 출판업자 출신 자선 활동가이다.

## 학력
- 산타 체칠리아 국립음악원[2]
- 이화여자대학교 성악과 학사
- 숙명여자고등학교
- 대구여자중학교

## 주요 경력
- 대동필드 출판사 대표 2019~[3]
- 숙명여자고등학교, 숙명여자중학교 동창회장 2016~2020
- 국제소롭티미스트 미주 연합 국제이사 2014~2016[4]
- 민주평화통일자문회의 서울강남구협의회 부회장,고문 2011~2019
- 국제소롭티미스트 한국협회 총재 2008~2010[5]
- 효성여자대학교 음악과 교수 1973~1975

## 가족
- 배우자: 김재규[6]
- 자녀: 2